# Hoya clemensiorum
Hoya clemensiorum är en oleanderväxtart som beskrevs av T.Green. Hoya clemensiorum ingår i släktet Hoya och familjen oleanderväxter. Inga underarter finns listade i Catalogue of Life.